# Kevin Ceccon

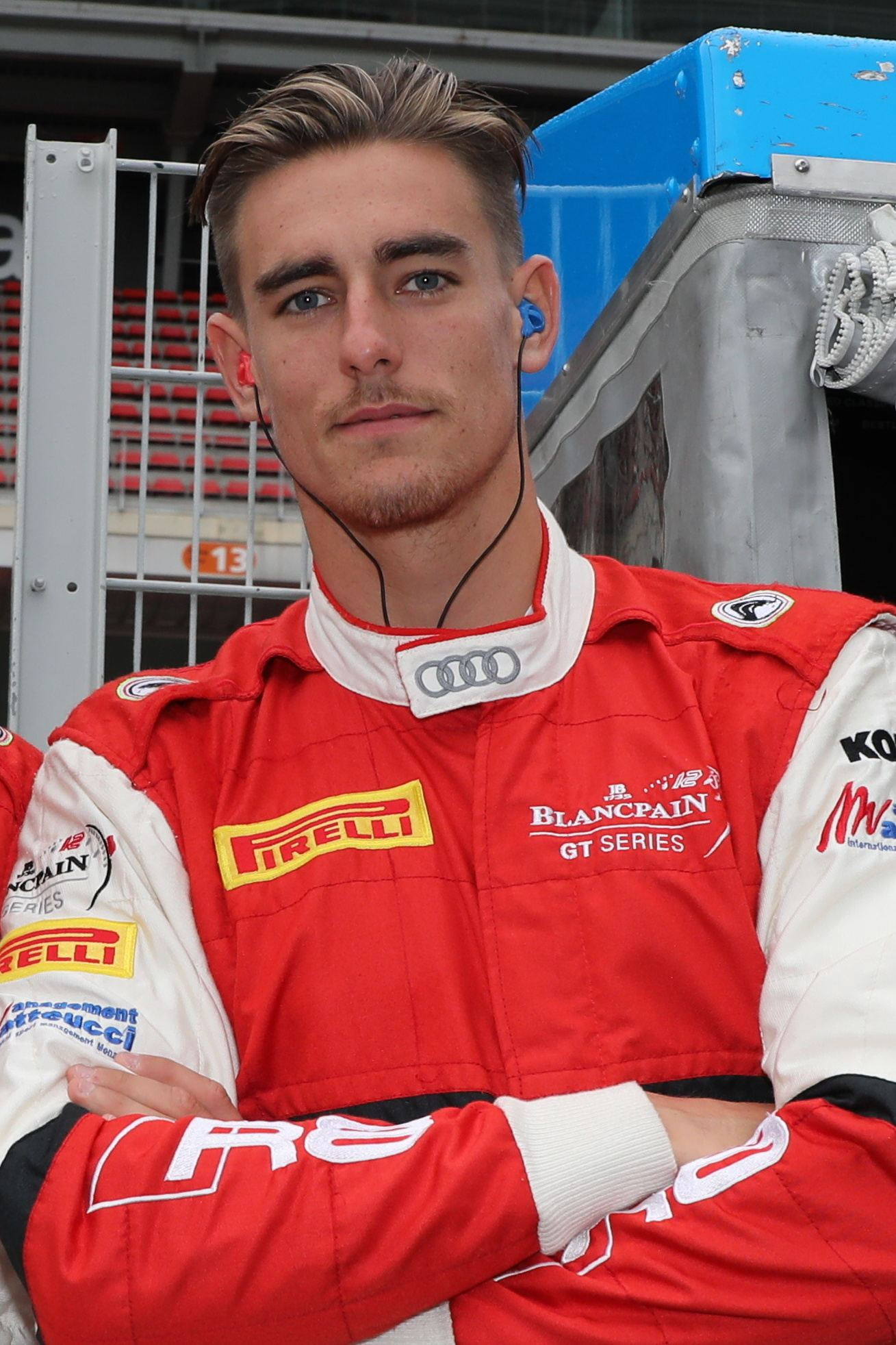
Kevin Ceccon in 2017

Kevin Ceccon (Clusone, 24 september 1993) is een autocoureur uit Italië.

## Carrière

### Karting
Voor zijn eenzitterscarrière reed Ceccon een lange tijd in het karten. In 2005 behaalde hij een vijfde plaats in de juniorklasse van de Copa Campeones Trophy voordat hij als vierde finishte in de KF3-klasse van de Italian Open Masters in 2007. In 2008 won hij dit kampioenschap en verzekerde zich ook van podiumplaatsen in de South Garda Winter Cup en de Andrea Margutti Trophy.

### Formule 3
In 2009 nam Ceccon de stap van het karten naar de Formule 3 in de Europese F3 Open voor het team RP Motorsport. Na een langzame start van het seizoen eindigde hij later in negen races in de punten om als elfde in het kampioenschap geklasseerd te worden met als beste resultaat een vierde plaats op Donington Park en Monza. Hij nam dat jaar ook deel aan drie raceweekenden van het Italiaanse Formule 3-kampioenschap, waarbij hij in vier van de zes races punten scoorde en als veertiende in het kampioenschap eindigde.
Ceccon bleef in 2010 rijden voor RP Motorsport in de Europese F3 Open, waarbij hij zijn resultaat verbeterde naar een vierde plaats in het kampioenschap met zes podiumplaatsen en zijn eerste overwinning in Barcelona. In september 2010 reed Ceccon een raceweekend in de Italiaanse Formule 3 op Vallelunga. In de eerste race viel hij uit, in de tweede race werd hij twaalfde.

### GP2 Series
In november 2010 nam Ceccon deel in vier post-seizoen-testdagen van de GP2 Series op het Yas Marina Circuit in Abu Dhabi, waarbij hij de eerste twee dagen voor Scuderia Coloni en de laatste twee dagen voor David Price Racing.
In mei 2011 werd bekend dat Ceccon in de races in Barcelona en Monaco in 2011 in de GP2 ging rijden voor Scuderia Coloni, waarbij hij zijn in Istanbul geblesseerde landgenoot Davide Rigon verving. Hij was hiermee de jongste GP2-coureur ooit. Na vier raceweekenden, waarbij zijn beste resultaat een elfde plaats op Monaco was, besloot hij zich te concentreren op de Auto GP en hij vervangen werd door Luca Filippi. Hij eindigde als 30e in het kampioenschap zonder punten.
In 2013 keerde Ceccon terug in de GP2 voor het team Trident Racing. Hij behaalde zijn eerste podiumplaats in Monaco, maar werd na de ronde op de Nürburgring vervangen door Ricardo Teixeira. Hij eindigde als zeventiende in het kampioenschap met 28 punten.

### Auto GP
In 2011 nam Ceccon ook deel aan het Auto GP-kampioenschap, waarbij hij voor het Italiaanse team Ombra Racing reed. Hij kwam in aanmerking voor het nieuwe Under 21-kampioenschap, waarin rijders van 21 jaar of jonger mogen rijden. Hij won deze categorie, waardoor hij een GP2-test kreeg. Hij won ook het algehele kampioenschap met drie punten voorsprong op Luca Filippi.

### GP3 Series
In 2012 reed Ceccon in de GP3 Series voor het team Ocean Racing Technology. Hij eindigde eenmaal op het podium met de derde plaats in Monaco, waarmee hij als negende in het kampioenschap eindigde met 56 punten.
In 2014 keerde Ceccon terug in de GP3 vanaf het raceweekend op Spa-Francorchamps als vervanger van Adderly Fong bij het team Jenzer Motorsport. Met een vijfde plaats op het Sochi Autodrom als beste resultaat eindigde hij als vijftiende in het kampioenschap met 20 punten.
In 2015 blijft Ceccon in de GP3 rijden, maar stapt hij over naar het team Arden International.

### Formule 1
In 2011 nam Ceccon deel aan de Formule 1 Young Driver's Test op het Yas Marina Circuit voor Toro Rosso. Hij reed alleen op de tweede dag nadat Stefano Coletti op de eerste dag reed. Hij eindigde uiteindelijk als tiende met 4,620 seconden achterstand op de snelste man Jean-Éric Vergne.